# Givonne
Givonne is een Franse gemeente in het departement Ardennes in de regio Grand Est. De gemeente maakt deel uit van het arrondissement Sedan. Givonne telde op 1 januari 2022 1.055 inwoners.

## Geografie
De oppervlakte van Givonne bedraagt 14,04 vierkante kilometer; Op 1 januari 2022 was de bevolkingsdichtheid 75,1 inwoners per km².
Door de plaats stroomt een riviertje, dat ook de Givonne heet.
De onderstaande kaart toont de ligging van Givonne met de belangrijkste infrastructuur en aangrenzende gemeenten.

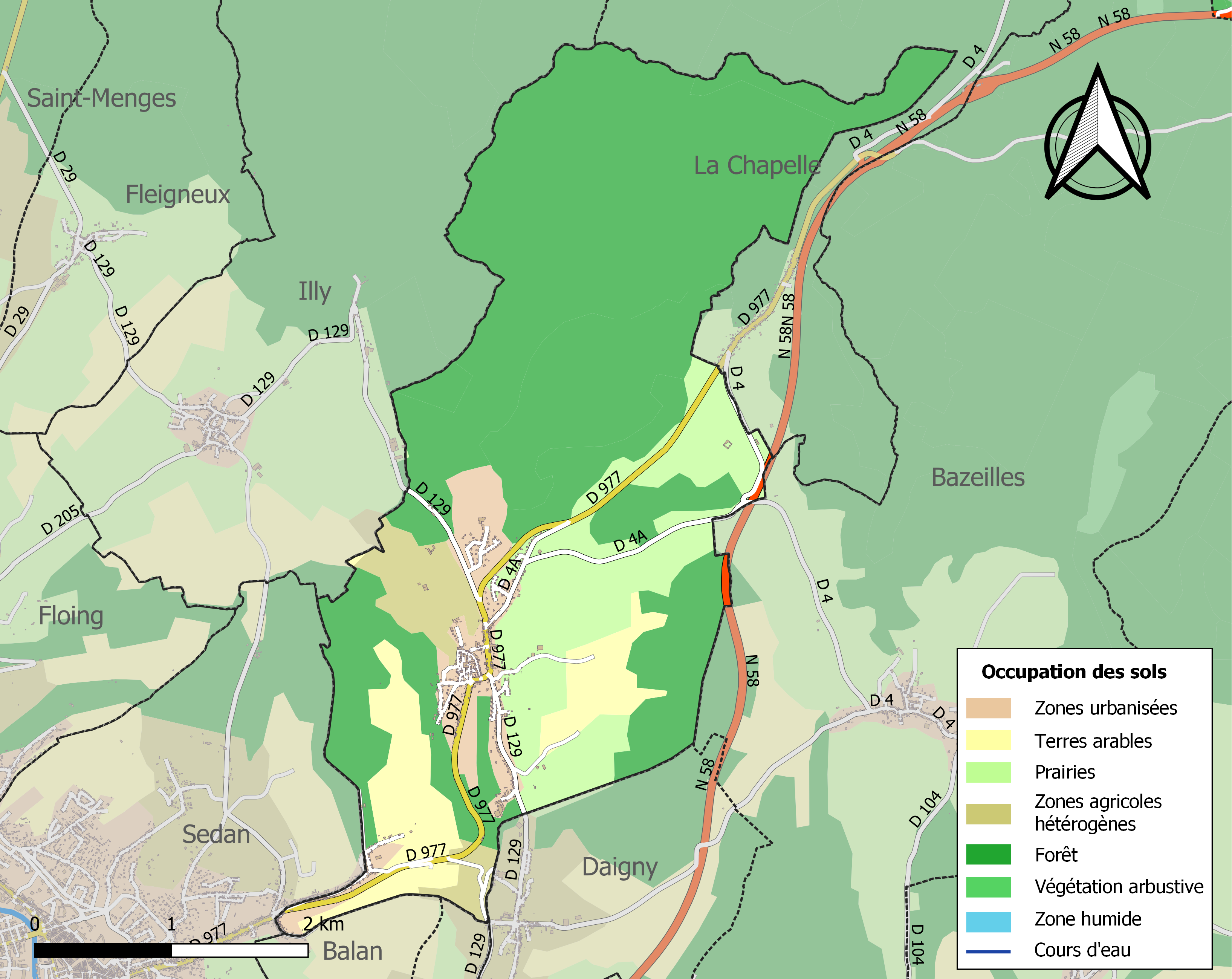

## Demografie
Onderstaande figuur toont het verloop van het inwonertal.
Vanwege een beveiligingsprobleem met de MediaWiki Graph-software is het momenteel niet mogelijk deze grafiek weer te geven. Zodra de software is bijgewerkt zal de grafiek vanzelf weer zichtbaar worden.

## Afbeeldingen

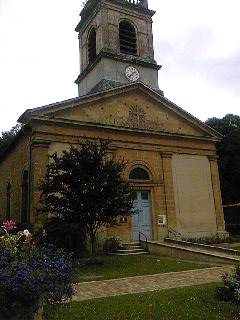
Kerk van Givonne
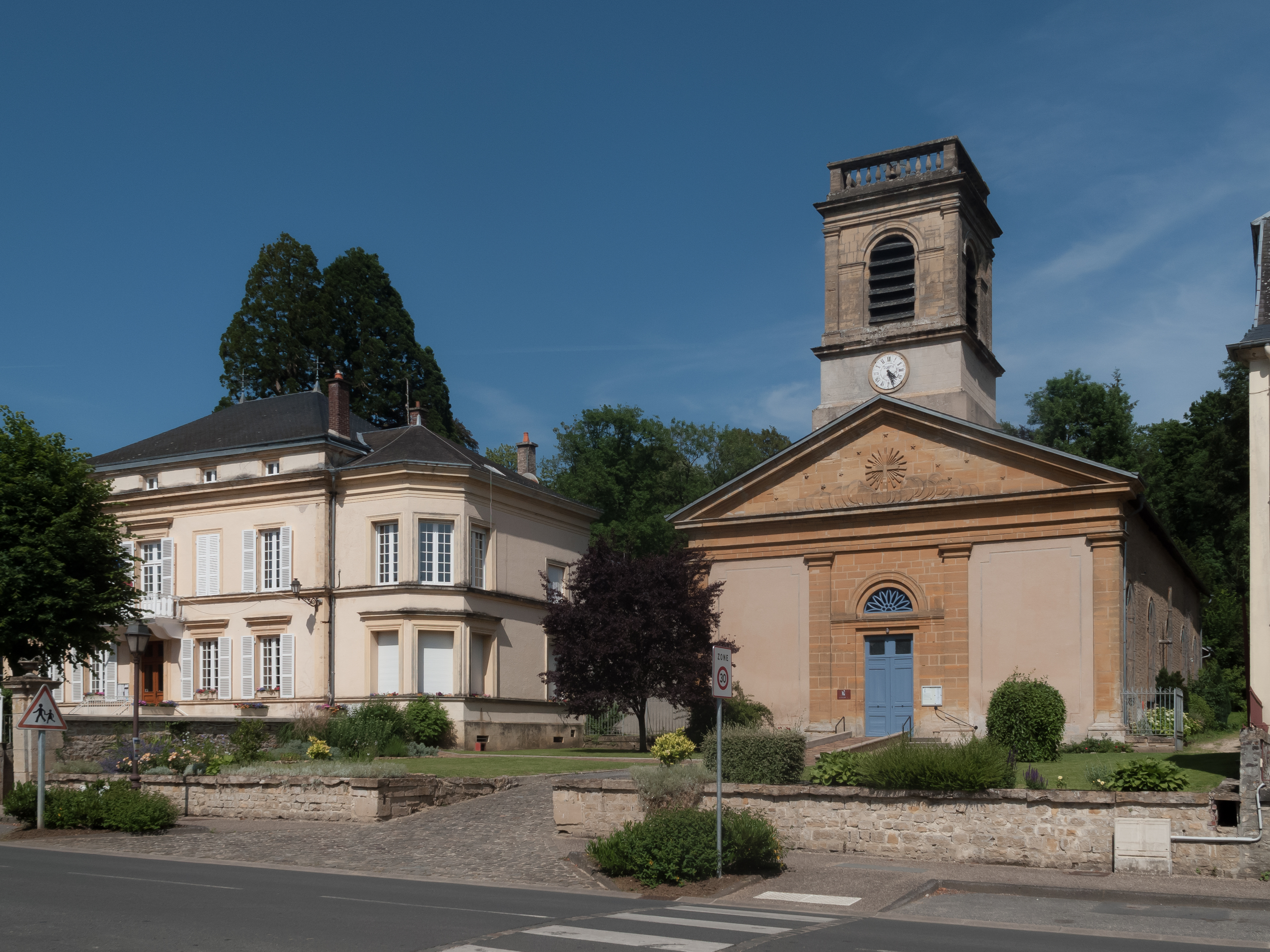
Givonne, kerk in straatzicht